# Sohenus
Sohenus is een geslacht van wantsen uit de familie van de Miridae (Blindwantsen). Het geslacht werd voor het eerst wetenschappelijk beschreven door William Lucas Distant in 1910.

## Soorten
Het genus bevat de volgende soorten:

- Sohenus proditus Distant, 1910
- Sohenus uvarovi Ballard, 1927